# Vine Hill (Californie)
Vine Hill est une census-designated place du comté de Contra Costa, dans l'État de Californie, aux États-Unis,. En 2020, elle compte une population de 4 323 habitants.